# Парнас (железнодорожная станция)
Парна́с — станция Октябрьской железной дороги на соединительной ветке Ручьи — Парголово.

## История
Станция и её путевое развитие были созданы в 1930-х годах, когда была проведена железнодорожная линия для разгрузки Ленинградского железнодорожного узла.
Здесь добывался торф и были проложены узкоколейные пути для доставки торфа из карьеров, которые активно разрабатывались в этом районе до Великой Отечественной войны.
После войны район пришёл в упадок и начал развиваться как промзона в 1970-х годах, тогда и была построена современная инфраструктура.
Электрифицирована в 1973 году.
Ранее называлась Бугры из-за близости одноимённого посёлка. Но впоследствии произошла заминка: использовать топоним Бугры оказалось невозможно, так как выяснилось, что на Октябрьской железной дороге уже есть станция Бугры. Тогда решили назвать станцию Парнас по горе в Шуваловском парке.

## Современное состояние
Используется только для грузового сообщения. Единственный пассажирский поезд 37/38 Москва – Выборг, следующий через станцию, проходит её без остановки.
От станции отходит несколько подъездных путей, в частности, на завод Балтика и к метродепо «Выборгское».